# 落合凌大
落合 凌大（おちあい りょうた）は、日本のラジオディレクター。株式会社ミックスゾーン所属。

## 人物
ディレクターを務めていた星野源のオールナイトニッポンでは星野源から「落合くん」と呼ばれている。ADを務めているオードリーのオールナイトニッポンでは、オードリーから「落合」と呼び捨てにされている。

## 担当番組

### ディレクター
- 鶴光の噂のゴールデンリクエスト
- ロケット団の定例ラジオ
- 東貴博と黒沢かずこのラジオビバリー昼ズ

### アシスタントディレクター
- オードリーのオールナイトニッポン

### 過去の担当番組
- 星野源のオールナイトニッポン（ディレクター、2023年5月2日[2][3][4] - 2025年3月25日[5][6]）